# Nichka Dorsa
I Nichka Dorsa sono una struttura geologica della superficie di Venere.